# Charity Wakefield
Charity Wakefield (Tunbridge Wells, 1981) is een Engels actrice. Toen ze een paar maanden oud was, ging ze met haar familie mee naar L'Ampolla in Spanje. Ze keerden terug naar Engeland toen ze 4 jaar oud was. Ze studeerde aan de Oxford School of Drama. Ze vertolkte de rol Marianne Dashwood in de televisieserie Sense and Sensibility (2008). Verder speelde ze onder andere in de films Calendar Girls en Bridget Jones's Diary.
- Bibsys: 8002220
- Bibliothèque nationale de France: cb16255773q (data)
- International Standard Name Identifier: 0000 0003 7478 0006
- Library of Congress Control Number: no2009141020
- Nationale Bibliotheek van Israël: 987011827763205171
- Système universitaire de documentation: 143508792
- Virtual International Authority File: 222576212
- WorldCat: E39PBJxGTxh6gGwMQGvQgFbfMP